# Olive Pink

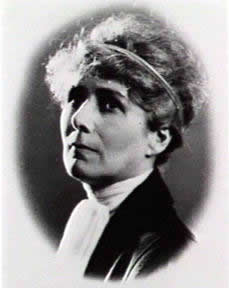
Olive Pink

Olive Muriel Pink (* 17. März 1884 in Hobart, Australien; † 6. Juli 1975 in Alice Springs, Australien) war eine australische Illustratorin, Anthropologin und Aktivistin für die Rechte der Aborigines.

## Leben und Werk

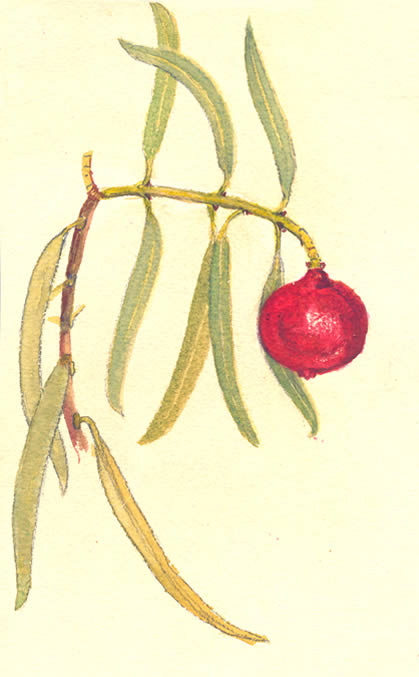
Fusanum acuminatum, 1930 gemalt in Beltana

Pink war das älteste Kind des Lagerarbeiters Robert Stuart Pink und seiner Frau Eveline Fanny Margaret, geb. Kerr. Sie besuchte die Hobart Girls’ High School und studierte Kunst an der Hobart Technical School bei dem Bildhauer Benjamin Sheppard. 1907 stellte sie vier Bilder in der Jahresausstellung der Tasmanian Art Society aus und eine ihrer Blumenstudien gewann einen Preis. Im Jahr 1909 unterrichtete sie als Lehrerin an einer Schule und zog 1911 mit ihrer Mutter und ihrem Bruder zuerst nach Perth, wo sie in ihrem Atelier privaten Kunstunterricht gab. Sie unterrichtete dann auch in Sydney an privaten Mädchenschulen und studierte bei Adrian Feint an der Art School von Julian Ashton. Sie segelte 1914 mit ihrer Mutter nach Sydney, wo sie die Kriegsjahre verbrachten. Im Mai 1915 begann sie als Zeichnerin im New South Wales Department of Public Works. Danach arbeitete sie bei den New South Wales Government Railways, bis sie während der Depression entlassen wurde.
Im Jahr 1926 reiste sie mit der Transcontinental Line nach Ooldea in Südaustralien, um ihre Freundin, die Anthropologin Daisy Bates, zu besuchen. Sie malte dort Wildblumen und hatte ihre ersten Begegnungen mit der Kultur der Aborigines. Die dort entstandenen 64 Skizzen werden jetzt an der University of Tasmania aufbewahrt. Auf dieser Reise interessierte sie sich zum ersten Mal für die Rechte und das Wohlergehen der Aborigines.

## Skizzenreise nach Zentralaustralien
1930 nahm sie sechs Monate Urlaub und reiste durch Zentralaustralien. Sie malte die einheimische Flora und beschäftigte sich mit den Lebensbedingungen der Aborigines. Viele der botanischen Zeichnungen in der Archivsammlung der University of Tasmania stammen von dieser Tour durch Zentralaustralien. Sie freundete sich mit dem australischen Maler Albert Namatjira an, nachdem sie ihn auf ihren Reisen in Zentralaustralien getroffen hatte. Als sie 1936 die Mission Hermannsburg besuchte, kaufte sie zwei frühe Aquarelle von ihm.

## Anthropologiestudium und Leben bei den Aborigines
Von dem neuseeländischen Ethnologen Raymond Firth ermutigt, Anthropologie an der University of Sydney zu studieren, besuchte sie 1932 seine Vorlesungen und später die von Adolphus Peter Elkin. Mit Elkins Unterstützung erhielt sie von 1933 bis 1936 Stipendien des Australian Research Council, um das Northern Territory zu besuchen und bei den Arrernte bei Alice Springs und den Warlpiri in der Tanamiwüste zu arbeiten.
Da sich ihre Forschung bei den Warlpiri auf Beschreibungen geheimer Rituale stützte, wurde dieser Teil ihrer Arbeit nie veröffentlicht. Ihre Entscheidung, ihre Forschungsnotizen fünfzig Jahre lang nicht zu nutzen, waren für Elkin und das Australian Research Council nicht nachvollziehbar und beendete ihre anthropologische Karriere.
Mit einem kleinen Stipendium von Wohltätern der Quäker kehrte Pink 1942 nach Alice Springs zurück. Sie beantragte einen Weidepachtvertrag in Papunya in der Tanami-Region und lebte vier Jahre lang in einem Zelt auf dem alten Tanami Track. Sie setzte ihre Forschungen fort und betrieb ein Lebensmitteldepot. Danach wohnte sie von 1946 bis 1955 in einer Wellblechhütte der ehemaligen Armee in Gregory Terrace, Alice Springs. Sie verwandelte die Hälfte der Hütte in ein Museum, das ihre Artefakte der Aborigines und über 200 ihrer Aquarelle und Skizzen von Wildblumen beherbergte, die auf ihren Reisen durch Zentralaustralien entstanden waren. Sie legte einen Garten um die Hütte an und baute Obstbäume, Blumen und Gemüse an und erzielte mit dem Verkauf ein kleines Einkommen. Sie malte auch Karten mit Wildblumen und putzte ab 1952 das Gerichtsgebäude. Sie lebte von einem Einkommen von ungefähr 6,00 £ pro Woche und weigerte sich, eine Altersrente zu beantragen.
A. P. Elkin führt sie in seinem Standardwerk zu den australischen Aborigines neben W. E. H. Stanner, T. G. H. Strehlow und H. K. Fry unter den Forschern des Northern Territory auf.
Ihre Beiträge  Spirit Ancestors in a Northern Aranda Horde Country (etwa: Geistervorfahren in einem Land der Nördlichen Aranda-Horde; 1933) und The Landowners in the Northern Division of the Aranda Tribe (etwa: Die Grundbesitzer in der Nördlichen Abteilung des Aranda-Stammes; 1933 und 1936) erschienen in der Zeitschrift  Oceania.
In jüngerer Zeit hat sich Julie Marcus hat sich um die Erforschung ihres Lebens verdient gemacht.

## Olive Pink Botanic Garden

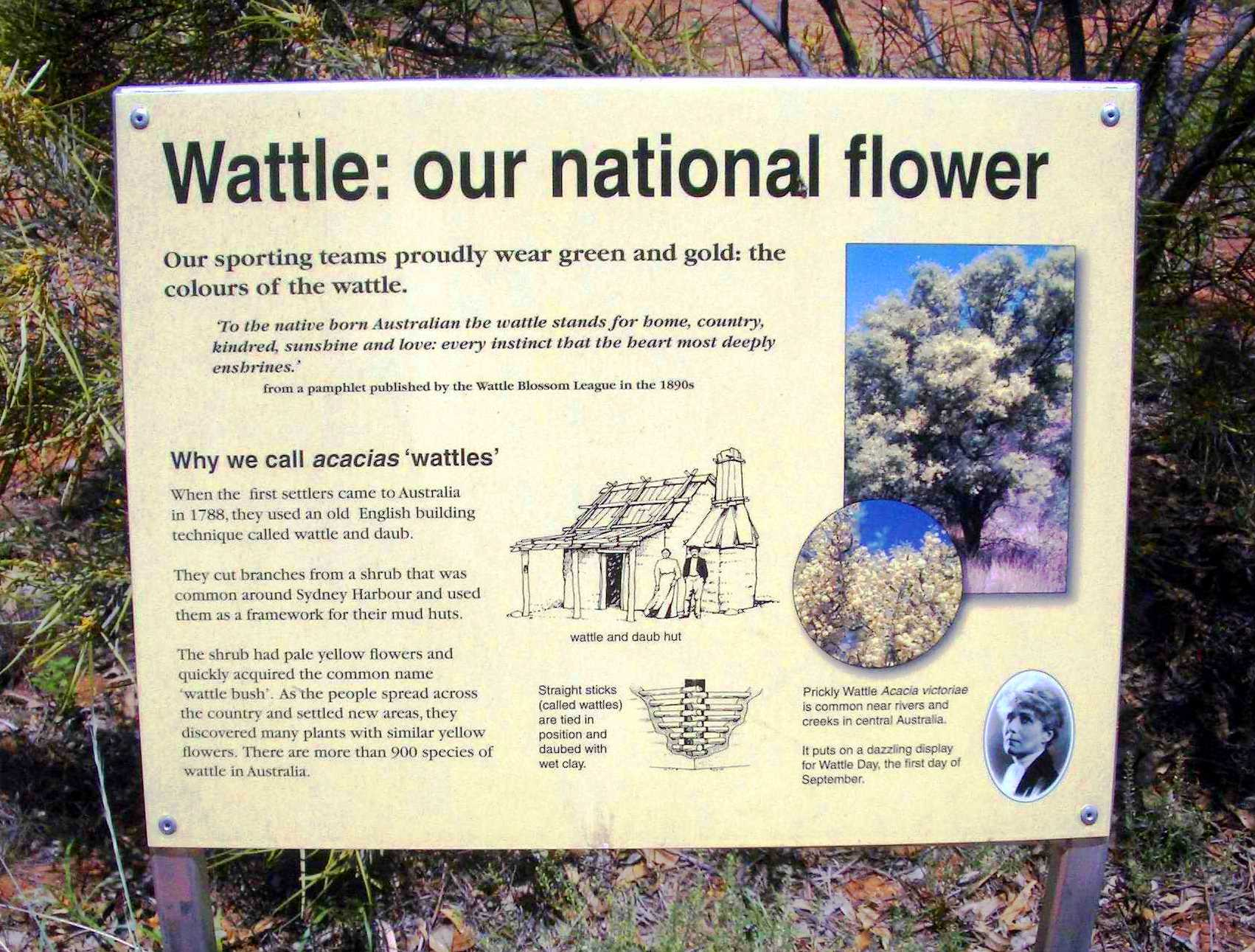
Olive Pink Botanic Garden, Alice Springs. 2005

Pink beantragte 1955 am östlichen Ufer des Todd River ein Florareservat. 1956 wurde das 20 Hektar große Australian Arid Regions Flora Reserve im Amtsblatt veröffentlicht, welches mit Hilfe des Ministers für die australischen Territorien Paul Hasluck als Florareservat ausgewiesen wurde. Pink und ihr Gärtner Johnny Jambijimba Yannarilyi entwickelten dort den Garten, in dem Pink bis zu ihrem Tod lebte. Der Garten wurde dann zum Olive Pink Flora Reserve, im Jahr 1975 wurde er in Olive Pink Botanic Garden umbenannt und 1985 der Öffentlichkeit zugänglich gemacht. Es ist Australiens ältester öffentlicher Garten, der ausschließlich der Erhaltung der Flora der Trockengebiete gewidmet ist.
Pink starb am 6. Juli 1975 im Alice Springs Hospital und wurde gemäß ihren Anweisungen mit ihrem Grabstein in Richtung des offiziell als heilige Stätte registrierten Mount Gillen beerdigt.
Im Jahr 1973 spendete Pink 200 botanische Gemälde und eines ihrer handgefertigten Poster an die University of Tasmania.

## Anerkennungen
- Der Olive Pink Botanic Garden wurde 1995 in das Register des National Estate aufgenommen.
- Der Garten war 2017 Inspiration für die australische Komponistin und emeritierte Musikprofessorin an der University of Sydney Anne Boyd für die Orchesterkomposition Olive Pink’s Garden.[9]
- 2022 wurde eine von Boyd komponierte Oper über Olive Pink im Garten uraufgeführt.[10]